# Grecs en Macédoine du Nord
Les Grecs en Macédoine du Nord sont les locuteurs hellénophones ou romanophones résidant en Macédoine du Nord, pays limitrophe de la Grèce. Ils peuvent être issus des minorités locales anciennes ou de la diaspora récente.

## Nombre
Le recensement yougoslave de 1931 dans la banovine du Vardar compte, sur une population totale de 800 000 personnes, environ 100 000 « Grecs » soit 12 % de la population,.
Vingt ans après, le recensement yougoslave de 1951 donne 158 000 « Grecs », en distinguant parmi eux : 25 000 « Grecs indigènes » à Monastir (aujourd'hui Bitola), 100 000 « Valaques » de langue romane, 3 000 « Saracatsanes » (bergers nomades hellénophones) et 32 000 « Koukoués » (réfugiés politiques de la guerre civile grecque), soit 18 % des 900 000 habitants de la République socialiste de Macédoine. 
Bien qu'aucun recensement détaillé n'ait été divulgué entre la dislocation de la Yougoslavie (1991) et 2002, la presse d'opposition a affirmé qu'entre 12 % et 18 % des citoyens de la Macédoine du Nord se définissent comme « Grecs ».
Dans une ambiance de nationalisme exacerbé[source insuffisante], le recensement macédonien officiel de 2002 a enregistré seulement 422 personnes ayant déclaré être grecques.

## Vues sur la population
Le premier président de la Macédoine du Nord, Kiro Gligorov, a déclaré au journal tchèque Pražský deník en juin 1992 l'existence d'environ 100 000 citoyens d'origine grecque.
En 1991, le magazine Pouls évoqua un sondage informel dans lequel près de 11 % des personnes interrogées en Macédoine du Nord auraient déclaré préférer partir en Grèce en cas de dissolution de l'ancienne république yougoslave de Macédoine.
Entre la fin de 1991 et le début de 1992 on a commencé à parler, d’abord à Thessalonique et plus tard au ministère grec des Affaires étrangères, de l'existence d'une minorité grecque de centaines de milliers de personnes en Macédoine du Nord, chiffre non-confirmé par les consuls grecs à Skopje.
Le parti grec d'extrême droite « Rassemblement orthodoxe populaire » (LAOS), a prétendu, en 2008, par le biais de questions posées au Parlement grec, que plus de 100 000 Grecs (jusqu’à 280 000) vivraient à l’époque en Macédoine du Nord. Ce chiffre est pas officiellement infirmé par le ministère grec des Affaires étrangères. De plus, selon le politologue, analyste et chroniqueur d'histoire et de politique étrangère Konstantinos Holevas, en 2017, la population grecque de la Macédoine du Nord était estimée à 250 000 personnes en y incluant les Valaques et les Saracatsanes, mais cette estimation ne peut être prouvée,. Quelle que soit sa taille, la population grecque de la Macédoine du Nord a été englobée dans les frontières du royaume de Serbie (1882–1918) après la défaite de l’Empire ottoman lors de Guerres balkaniques, en 1913.
En 2018, un « Conseil grec » a été formé par des maires, des journalistes et des professeurs pour protéger les droits de l'homme de la minorité grecque de la Macédoine du Nord. Le président du Conseil, Stergios Kalogeros, a écrit au président de la République hellénique et au Premier ministre grec pour leur demander de protéger les Grecs et les Valaques de Macédoine du Nord, qui ensemble sont, selon lui, 500 000,.

## Valaques
Une controverse concerne le nombre de la population grecque en Macédoine du Nord : elle découle du traitement statistique des Aroumains ou « Valaques » (9 695 personnes au recensement de 2002), décomptés comme « Grecs de la nation des Romains » (Rûm Millet, comme on appelait dans l’Empire Ottoman le millet des chrétiens orthodoxes quelle que soit leur langue). 
En fait, selon les dispositions du Traité de Lausanne (1923), des échanges tripartites de populations ont eu lieu en Macédoine: la plupart des musulmans ont quitté la région pour la Turquie, des Valaques pour la Roumanie et des Bulgares pour l'est de la Bulgarie, remplacés par des réfugiés Grecs chassés d'Anatolie ou des côtes bulgares de la mer Noire : à titre d'exemple l'importante population grecque de Monastir (Bitola) s'est relocalisée à Florina. La revue Ethnologue cite la langue grecque comme langue migratrice en Macédoine du Nord.

## Entreprises grecques
Les investissements grecs en Macédoine du Nord sont estimées à plus de 400 entreprises et emploient environ 20 000 personnes. Huit entreprises grecques ou mixtes sont incluses dans la liste des 200 plus grandes entreprises en 2016. D’après les données préliminaires de l’Office statistique, entre janvier et septembre 2017, selon le volume total du commerce extérieur, les principaux partenaires commerciaux de la Macédoine du Nord étaient l'Allemagne, la Grande-Bretagne, la Grèce, la Serbie et la Bulgarie. Vingt-deux sociétés grecques sont actives à Gevgelija,,.

## Personnalités
- Elpída Karamandí, aroumaine et résistante communiste yougoslave contre l'occupation nazie.